# Khengarji III
Maharaja Mirza Maharao Sir Khengarji III Sawai Bahadur GCSI GCIE (23 tháng 8 năm 1866 – 15 tháng 1 năm 1942) là một người theo chủ nghĩa tiến bộ, ông trị vì trong 67 năm, từ năm 1875 đến khi qua đời vào năm 1942, vi thế ông là một trong những quân chủ trị vì lâu nhất thế giới, đồng thời cũng là vị quân chủ trị vì lâu nhất của Phiên quốc Cutch.
Trong lịch sử 800 năm của Nhà nước Cutch, ông là vị quân chủ thứ 30 của triều đại Jadeja.

## Tiểu sử
Ông lên ngôi vào năm 1875 sau khi cha ông là Maharao Shri Pragmalji II qua đời vào ngày 19 tháng 12 năm 1875. Ông lên ngôi vào ngày 3 tháng 1 năm 1876 và trị vì thông qua một Hội đồng nhiếp chính cho đến khi đến tuổi trưởng thành, ngày 11 tháng 8 năm 1884 và được trao toàn quyền cai trị vào ngày 14 tháng 11 năm 1884. Năm 1892, trong thời gian trị vì của mình, Phiên quốc Cutch được Đế chế Anh trao cho vinh dự 17 phát súng chào mừng. Ông bổ nhiệm Shri Seth Ranmalsha Askaran Sisodia của Anjar làm Diwan của Nhà nước Cutch.
Ở đỉnh cao của triều đại Jadeja xứ Rajput, ông đã phát triển nhà nước của mình một cách mạnh mẽ trong 66 năm trị vì, hiện đại hóa và đưa nó vào thế kỷ XX. Vào giai đoạn cuối triều đại của Nữ hoàng Victoria, Sir Khengarji được bổ nhiệm làm trợ lý trại (aide de camp) cho Nữ hoàng trong những năm tháng cuối đời của bà, điều này đã gây ra một số sự ghen tị trong số các viên chức của Chính phủ Ấn Độ. Ông thường xuyên đi công du nước ngoài đến châu Âu và được biết đến với mối quan hệ cá nhân với các thành viên của các gia tộc cầm quyền ở đó. Khengarji III là một trong số rất ít phiên vương Ấn Độ tham dự cả 3 kỳ Delhi Durbar - vào các năm 1877, 1903 và 1911. Ông được người Anh phong tước hiệu cha truyền con nối là Sawai Bahadur vào ngày 2 tháng 3 năm 1885 và Maharao vào ngày 1 tháng 1 năm 1918. Năm 1919, ông được trao vinh dự bằng 19 phát súng chào mừng và đại diện cho Ấn Độ tại hội nghị của Hội Quốc Liên ở Geneva năm 1921 và cũng tham dự Hội nghị Đế quốc ở London năm 1921.[3] Năm 1921, ông cũng giữ chức Phó Chủ tịch Liên đoàn Đế quốc Anh. Ông được trao tặng công dân tự do thành phố London và Bath vào năm 1921. Khengarji qua đời năm 1942, thọ 75 tuổi, và được kế vị bởi con trai ông là Vijayaraji.